# Tekla Juniewicz
Tekla Juniewicz (Krupsko, Austria-Hungría, 10 de junio de 1906-Gliwice, Polonia, 19 de agosto de 2022) fue una supercentenaria polaca, y la persona viva más anciana de Polonia desde el 20 de julio de 2017 hasta su muerte. Fue la última persona nacida en 1906 en morir. 

## Biografía
Nació en Krupsko, en ese momento en Austria-Hungría (ahora en Ucrania, en el período de entreguerras en el Voivodato de Stanisławów de la Segunda República Polaca). Fue bautizada el día de su nacimiento en una parroquia católica griega local. El padre de Tekla, Jan Dadak, trabajó con el conde Lanckoronski, ayudando a mantener los estanques. La madre de Tekla, Katarzyna Szkwyrko, cuidaba la casa y murió durante la Primera Guerra Mundial. Tekla fue criada en la escuela de las Hermanas de la Caridad (la llamaban "Kluska") en Przeworsk. En 1927 se casó con Jan Juniewicz en esta ciudad, después de lo cual se mudó con él a Borysław. En 1928 nació su primera hija, Janina, y un año después su segunda hija, Urszula. En noviembre de 1945, durante la repatriación, junto con su esposo e hijas, abandonó el territorio de la Unión Soviética y vivió en Gliwice.
El 10 de junio de 2016, Tekla Juniewicz cumplió 110 años como la primera residente en la historia del  Voivodato de Śląskie. El 20 de julio de 2017, después de la muerte de Jadwiga Szubartowicz, se convirtió en la mujer polaca viva más vieja.
Según una investigación realizada por el Grupo de Investigación de Gerontología (a partir del 17 de abril de 2020), fue la novena persona viva más anciana del mundo y la tercera en Europa.
Juniewicz se volvió la última persona validada sobreviviente nacida en 1906 tras la muerte de Yoshi Otsunari el 22 de enero de 2022. El 23 de febrero Juniewicz superó la edad de Dina Manfredini, convirtiéndose en la migrante más longeva. En 10 de junio de 2022 cumplió 116 años, convirtiéndose en una de las 8 supercentenarias europeas en llegar a esa edad.
Tras su fallecimiento, fue sucedida como la persona más anciana de Polonia por Wanda Szajowska.

## Muerte
Murió como resultado de una hemorragia cerebral en la mañana del 19 de agosto de 2022, en Gliwice, a la edad de 116 años y 70 días.